# 鈴木千代松
鈴木 千代松（すずき ちよまつ、明治9年（1876年） - 昭和10年（1935年））は日本の教育者。県下初等教育界の第一人者。

## 経歴
鳥取市に生まれる。鈴木惟孝の長男。
明治21年（1888年）、鳥取県尋常師範学校卒業（第1回生の首席）。米子角盤高等小学校訓導に破格の高給で採用されて話題となった。
明治27年（1894年）、西伯郡淀江町（現在の米子市）の善良高等小学校校長に転じ、明治33年（1900年）、再び角盤校に第2代校長として迎えられた。
角盤校では軍事訓練と質実剛健の校風で名を挙げた。

## 人物像
元鳥取県米子市長野坂寛治によると「先生は、久しく角盤高等小学校長として令名高かったが、後に懇請によって市立高等淑徳女学校長に転ぜられてその校風を樹立せられた。今の義方校に台石だけが残るのは、先生の胸像を安置した遺跡である。作者は角盤校の同窓生で美術院の院友杵谷精一氏の謹製であったが、戦争で供出を余儀なくされた。」という。
住所は米子市角盤町。

## 関連
- 友松文雄